# Carex meyeriana
Espèce
Classification phylogénétique
Carex meyeriana est une espèce des plantes du genre Carex et de la famille des Cyperaceae.